# Приимков-Ростовский, Василий Васильевич Волк
Князь Василий Васильевич Приимков-Ростовский по прозванию Волк (ум. после 1567) — русский военный и государственный деятель, сын боярский, голова, завоеводчик и полковой воевода в царствование Ивана Грозного.
Из княжеского рода Приимковы-Ростовские. Единственный сын князя Василия Ивановича Приимкова-Ростовского, упомянутого в 1544 году первым воеводой шестого Передового полка в Казанском походе водным путём по Оке.

## Биография
В 1551 году завоеводчик в походе к Полоцку.  В 1558-1559 годах — участвует в походах русской армии на Ливонский орден. В 1558 году первый воевода при боярине и князе Серебряном в войсках правой руки в походе к Новгородку и Юрьеву. В марте 1559 года второй голова при боярине и князе Глинском в Передовом полку против крымцев. В январе 1560 года второй голова при князе Ногтеве в Сторожевом полку в походе из Пскова на Лифляндию, потом первый голова при боярине и князе Шуйском в войсках правой руки под Вильяном, а по взятии города направлен вторым воеводой к Тарвасу. В 1561 году голова, участвовал в ливонском походе с городецкими князьями, мурзами и татарскими отрядами. В 1562 году князь Василий Васильевич Волк Приимков-Ростовский упоминается в поручной записи по боярину князю Ивану Дмитриевичу Бельскому. В случае бегства И. Л. Бельского в Литву В. В. Волк Приимков-Ростовский должен был уплатить в царскую казну 100 рублей.
В 1562-1563 годах — воевода во Мценске, в 1565 году — в Болхове, а в 1567 году — в Орле.
Казнён опричниками по указу царя Ивана Грозного в промежутке с ноября 1567 — март 1568 года. Его имя занесено в синодик опальных людей Ивана Грозного для вечного поминовения.
По родословной росписи показан бездетным.